# Ischyromene australoides
Ischyromene australoides là một loài chân đều trong họ Sphaeromatidae. Loài này được Barnard miêu tả khoa học năm 1940.